# Máximo Damián Huamaní

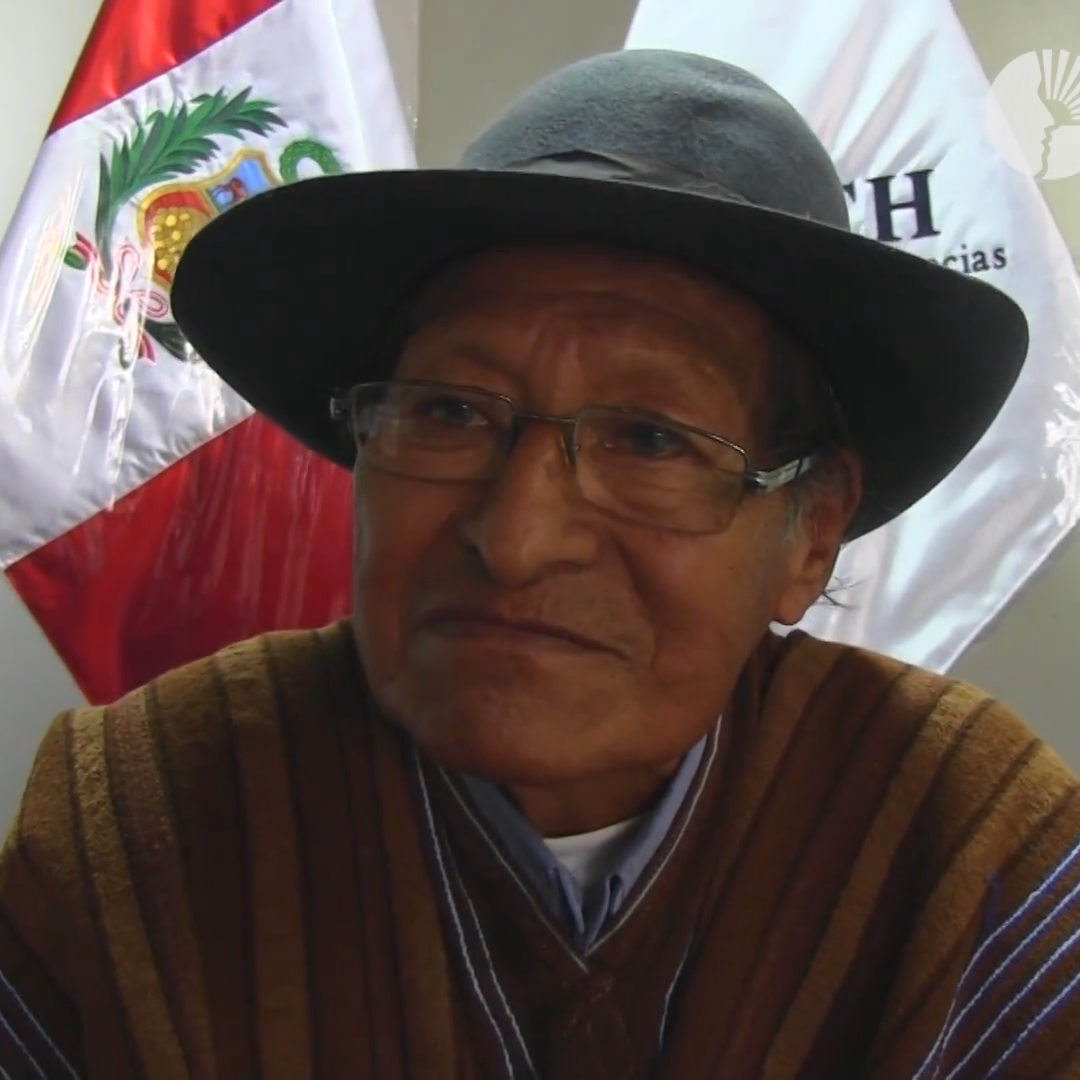
Máximo Damián Huamaní, 2014

Máximo Damián Huamaní (* 20. Dezember 1936 in San Diego de Ishua, Distrikt Aucara, Provinz Lucanas, Region Ayacucho, Peru; † 12. Februar 2015 in Lima) war ein peruanischer Violinist und Komponist, der durch seine Interpretationen traditioneller Lieder und eigene Kompositionen, die meist an den Huainos seiner Heimatregion orientiert waren, aber auch durch seine Freundschaft mit José María Arguedas zu einem der bekanntesten Musiker in Peru wurde.

## Leben
Máximo Damián wuchs als Sohn der Quechua-Bauern Justiniano Damián und Toribia Huamaní im Dorf San Diego de Ishua an den Ufern des Flusses Sondondo auf. Sein Vater war neben seiner bäuerlichen Tätigkeit Violinist und spielte auf Dorffesten in verschiedenen Orten der Region, so dass er oft unterwegs war. Máximo half dagegen als Kind seiner Mutter bei den Feldarbeiten, was ihn vom Besuch der Schule abhielt.
Schon im Kindesalter wollte Máximo wie sein Vater Geige spielen, doch sein Vater wünschte dies nicht, da das Saitenspiel meist mit Besäufnissen verbunden sei und Máximo ein besseres Leben verdient habe. Máximo nutzte jedoch eine längere Abwesenheit seines Vaters aus, um Schüler seines Vaters nach Hause einzuladen und von ihnen das Geigenspiel zu lernen. Mit 13 Jahren spielte er erstmals auf einem Fest in seinem Heimatdorf und fand viel Beifall, wobei er auch weitere Kontakte zu Musikern knüpfte. Sein Vater gab seinen Widerstand gegen Máximos Pläne auf.
Mit 14 Jahren geschah ihm ein Missgeschick: Er passte als Hirte nicht genügend auf die Rinder auf, die ihm entliefen und den Acker verwüsteten. Aus Furcht vor harter Bestrafung durch den Vater schloss er sich seinem Onkel an, der sich gerade nach Lima begab, und verabschiedete sich nur von seiner Mutter. Über Nazca gelangte er 1950 nach Lima, wo er zunächst als Hausangestellter und später als Industriearbeiter seinen Unterhalt verdiente. Ein Jahr später brachte ihm sein Onkel seine Geige, und von da an spielte er öffentlich jeden Sonntag Musikstücke, viele davon eigene Schöpfungen im traditionellen andinen Stil. Auf diese Weise erlangte er rasch Bekanntheit und Beliebtheit insbesondere bei den Ankömmlingen in Lima aus den Anden.
Eines Tages suchte der Schriftsteller José María Arguedas ihn in seiner Wohnung im Stadtteil Pueblo Libre auf und sprach ihn auf Chanka-Quechua an: „Bist du Máximo Damián? Ich werde dich anstellen. Ich will, dass du handwerklich (akustisch) spielst.“ Hiermit begann eine langjährige Zusammenarbeit zwischen dem Schriftsteller und dem Violinisten. 1954 machten Damián und Arguedas gemeinsam eine Konzerttour nach Chile. 1955 reiste Damián nach Caracas und 1962 nach Porto Alegre (Brasilien) und Loja (Ecuador). Seinen letzten, erst posthum erschienenen Roman El zorro de arriba y el zorro de abajo („Der Fuchs von oben und der Fuchs von unten“) widmete Arguedas seinem Freund Máximo Damián.
Eines Tages erwartete Máximo Damián bei sich zu Hause seinen Freund Arguedas zu einem verabredeten Abendessen, doch Arguedas kam nicht. Er erzählte später, dass er ihn am Abend zuvor noch gesehen hatte, doch am nächsten Morgen las er in der Zeitung, dass Arguedas sich das Leben genommen habe, doch starb er erst zwei Tage später, am 2. Dezember 1969. Arguedas hatte zuvor einmal festgehalten, wie sein Begräbnis ablaufen solle. Diesem Wunsch entsprechend, spielte Máximo Damián gemeinsam mit Jaime Guardia, Alejandro Vivanco und den Brüdern Chiara das von Damián komponierte Stück Agonía vom „Scherentanz“ (Danza de las Tijeras), wobei zwei Scherentänzer am Sarg tanzten.
1975 wurde Damián Geigenlehrer an der Escuela Nacional de Folclor. 1992 tourte er aus Anlass der 500 Jahre „Entdeckung Amerikas“ durch Deutschland, die Schweiz, Frankreich und England. Später spielte er auf in Dänemark, 1994 in den Niederlanden und 2000 in New York im Lincoln Center sowie in einigen Städten in Japan.
Anlässlich des hundertsten Geburtstages von José María Arguedas am 18. Januar 2011 eröffnete er vor dem Kongress der Republik Peru die Festveranstaltung mit der Lieblingsmelodie des Schriftstellers, Onchuchukucha.
An Auszeichnungen erhielt er unter anderem die Medalla Kuntur vom Instituto Nacional de Cultura del Perú (1995) und eine Auszeichnung der Universidad Nacional de Ingeniería.
Am 11. Februar 2015 wurde er wegen seines Diabetes mellitus ins Krankenhaus Hospital Nacional Edgardo Rebagliati Martins de Lima eingeliefert, wo er am folgenden Tag verstarb.
Máximo Damián war mit der Sängerin Isabel Asto verheiratet, mit der er regelmäßig zusammen auftrat.

## Werke
Kompositionen:
- Manzana pukay pukacha
- Agonía
- Chinka chinkacha jora
- Retama
- Toril
- Jaca takay
- Salud chimaycha

u. a.

## Diskographie
- 1992: Máximo Damián. El violín de Ishua (Paris)

u. a.

### Beiträge zu Filmen
- 1972: El Violinista (Dokumentarfilm von Marianne Eyde)
- 1979: El Perú y su Música (französischer Dokumentarfilm)
- 1982: Yawar Fiesta (Spielfilm auf Grundlage des gleichnamigen Romans von José María Arguedas)
- 1984: Mountain Music of Peru (US-amerikanischer Dokumentarfilm)
- 2000: Lágrimas de Wuayronco (spanischer Dokumentarfilm)
- 2004: Altiplano (peruanisch-französischer Spielfilm)
- 2012: Sigo Siendo (Dokumentarfilm über die Musik Perus)